# Cyclocephala discicollis
Cyclocephala discicollis är en skalbaggsart som beskrevs av Gilbert John Arrow 1902. Cyclocephala discicollis ingår i släktet Cyclocephala och familjen Dynastidae. Inga underarter finns listade i Catalogue of Life.